# Генеральное консульство СССР в Харбине

Здание генконсульства СССР в Харбине

Генеральное консульство СССР в Харбине (苏联驻哈尔滨总领事馆) открылось 5 октября 1924 года в Харбине, провинция Хэйлунцзян. Сначала оно находилось на улице Цзилинь, а в 1927 году переехало на улицу Яоцзин, в дом № 22. Оба здания построены из кирпича и дерева в русском архитектурном стиле.
Дипломатическое представительство активно участвовало в событиях Конфликта на Китайско-Восточной железной дороге.
Консульство закрыто в 1962 году.
В 1931—1937 гг. консульство возглавлял М. М. Славуцкий.